# Matthew Gray Gubler
Matthew Gray Gubler (Las Vegas, 9 marzo 1980) è un attore, modello e regista statunitense.

## Biografia
Si è diplomato in recitazione alla Las Vegas Academy of International Studies. Successivamente ha conseguito una laurea alla Tisch School of the Arts della New York University come regista.
Gubler ha lavorato come modello per la DNA Model Management, Tommy Hilfiger e molti altri stilisti. È stato notato durante una sfilata da Wes Anderson, il quale lo ha incoraggiato a presentarsi alle audizioni per il casting del suo film, Le avventure acquatiche di Steve Zissou; Gubler si presentò e ottenne la parte di un tirocinante. 
Dal 2005 al 2020 ha interpretato il ruolo del dottor Spencer Reid in Criminal Minds.
Ebbe anche un piccolo ruolo nel film Vita da camper, dove interpretava la parte di Joe Joe e ha prestato la voce al personaggio di Simon nel film d'animazione Alvin Superstar del 2007.
Durante le riprese del film Le avventure acquatiche di Steve Zissou, Gubler girò un piccolo documentario dal titolo Matthew Gray Gubler's Life Aquatic Intern Journal, un racconto personale sulla realizzazione dello stesso film, che fu poi inserito in alcune edizioni in DVD della pellicola.
Successivamente diresse e interpretò una serie di piccoli autocritici mockumentaries chiamati Matthew Gray Gubler: the Unauthorized Documentary, girati durante le pause sul set di Criminal Minds, in cui parodia i comportamenti di Hollywood. Ha inoltre diretto, supervisionato e co-prodotto il video musicale di Don't Shoot Me Santa della rock band The Killers. Ha diretto anche diversi episodi di Criminal Minds.

## Vita privata
Il 29 novembre 2014 celebra il matrimonio dei suoi due migliori amici, Paget Brewster, co-protagonista di Criminal Minds, e il musicista Steve Damstra; il matrimonio viene celebrato a Los Angeles, città in cui vivono.

## Filmografia parziale

### Attore

#### Cinema
- Le avventure acquatiche di Steve Zissou (The Life Aquatic with Steve Zissou), regia di Wes Anderson (2004)
- Vita da camper (Runaway Vacation), regia di Barry Sonnenfeld (2006)
- The Great Buck Howard, regia di Sean McGinly  (2008)
- How to Be a Serial Killer, regia di Luke Ricci (2008)
- (500) giorni insieme ((500) Days of Summer), regia di Marc Webb (2008)
- Life After Beth - L'amore ad ogni costo (Life After Beth), regia di Jeff Baena (2014)
- Suburban Gothic, regia di Richard Bates Jr. (2014)
- Beautiful Girl, regia di Stevie Long (2014)
- Band of robbers, regia di Adam Nee, Aaron Nee (2015)
- Hot air, regia di Derek Sieg (2016)
- Newness, regia di Drake Doremus (2017)
- Zoe, regia di Drake Doremus (2018)
- Ricomincio da te - Endings, Beginnings (Endings, Beginnings), regia di Drake Doremus (2019)
- Horse Girl, regia di Jeff Baena (2020)

#### Televisione
- Criminal Minds – serie TV, 324 episodi (2005-2020)
- Criminal Minds Evolution – serie TV, episodio 18x03 (2025)
- Dollface – serie TV, 3 episodi (1x05 , 1x07 , 1x10) (2019)

### Doppiatore
- Alvin Superstar (Alvin and the Chipmunks), regia di Tim Hill (2007)
- Alvin Superstar 2 (Alvin and the Chipmunks: The Squeakquel), regia di Betty Thomas (2009)
- Alvin Superstar 3 - Si salvi chi può! (Alvin and the Chipmunks: Chipwrecked), regia di Mike Mitchell (2011)
- Scooby-Doo! La leggenda del Fantosauro (Scooby-Doo! Legend of the Phantosaur), regia di Ethan Spaulding (2012)
- Alvin Superstar - Nessuno ci può fermare (Alvin and the Chipmunks: The Road Chip), regia di Walt Becker (2015)

### Regista
- Don't Shoot Me Santa – videoclip musicale (2007)
- Criminal Minds – serie TV, 12 episodi (2010-2018)

## Doppiatori italiani
Nelle versioni in italiano dei suoi film, Matthew Gray Gubler è stato doppiato da:
- Emiliano Coltorti in Criminal Minds, Dollface
- Marco Vivio in (500) giorni insieme
- Giuliano Bonetto in Life After Beth - L'amore ad ogni costo
- Matteo De Mojana in Newness

Da doppiatore è sostituito da:
- Simone Crisari in Alvin Superstar, Alvin Superstar 2, Alvin Superstar 3 - Si salvi chi può!
- Gianluca Crisafi in Alvin Superstar - Nessuno ci può fermare